# Daana Sthernith Eldimé
Daana Sthernith Eldimé, née le 3 décembre 1993 à Petit-Goâve, est une militante féministe haïtienne. Elle a remporté le premier trophée de " Jeu d’Étoiles " de MOLICAJ  en 2009. 
Elle a été lauréate au concours d'entrée dans deux Facultés de droit en 2014. Elle reçoit le prix de Leadership féminin 2020 pour son engagement.

## Biographie

### Parcours académique
Daana Sthernith Eldimé fait ses études primaires et secondaires à l’école Notre-Dame-de-la-Sagesse à Petit-Goâve.     
Elle est double lauréate nationale au concours d'entrée à la Faculté de Droit et des Sciences Économiques et à l’École de Droit et des Sciences Économiques des Gonaïves de l'Université d'État d'Haïti. En effet, elle a étudié les sciences juridiques et la philosophie à l'École Normale Supérieure de l'Université d’État d’Haïti.    
Après ses études universitaires, elle a suivi de nombreuses formations à distance à l'Université Laval (Québec) en Management responsable en 2021.           

### Vie associative
Elle est investie comme Coordonnatrice générale d'une organisation de jeunes Mouvement Littéraire Culturel et Artistique des jeunes, le 23 juin 2019. 
Depuis 2009, elle dirige une troupe de théâtre à Petit-Goâve « La Production des Arts d’Haïti », qui a pour mission d’aider les jeunes à connaitre l’importance de l’art dans leur évolution socioculturelle et intellectuelle. 
Elle continue d'encourager les jeunes de sa génération à prendre des initiatives diverses. Elle est la codirectrice de Confin'école.
Elle est la co-initiatrice de la première édition de Festi Soulouquois.
Elle est la directrice de la Gestion financière de Marathon du Livre. 
Elle a exécuté le projet "Jaden Lakou" et autres avec les associations dont elle fait partie.

### Militante féministe
Elle est juriste et philosophe. Elle milite pour la protection et le respect des droits de la femme haïtienne en faisant partie de l'organisation des droits humains Coordination des Femmes Engagées pour la Coopération et le Développement d'Haïti. 
Elle est responsable de communication à la fondation Steve Gustave qui défend les droits des prisonniers tels qu'ils sont garantis par la Déclaration Universelle des Droits de l'Homme.

## Présence sur scène
Elle a fait sa première apparition sur scène en 2009 lors du concours de texte organisé par Molicaj.   
En 2013, elle a été l'une des actrices présentes lors des 350 ans de Petit-Goave.  
Elle a joué avec le troupe " Production des Arts d’Haïti (PADH).  

## Distinctions
- 2009 : Lauréate au concours de texte "Étoile des lettres" organisé par  MOLICAJ

- 2014 : Lauréate au concours d'entrée à la faculté de Droit et des Sciences Économiques de l'Université d’État d’Haïti[1].

- 2015 : Lauréate au concours de texte organisé par " Jeunes du Monde".

- 2020 : Lauréate du prix de Leadership féminin pour son implication dans la vie associative dans sa communauté[10].